# Ashtian
Āshtīān (farsi آشتیان) è il capoluogo dello shahrestān di Ashtian, circoscrizione Centrale, nella provincia di Markazi in Iran. Aveva, nel 2006, una popolazione di 8.324 abitanti.